# Love Story (пісня Кетрін МакФі)
«Love Story» — другий сингл першого альбому американської співачки Кетрін МакФі — «Katharine McPhee». В США вийшов 22 травня 2007. Пісня не брала участі у чартах.
Другим синглом альбому мала стати пісня «Open Toes», проте «Love Story» набула більшої популярності.

## Список пісень
| #  | Назва        | Тривалість |
| -- | ------------ | ---------- |
| 1. | «Love Story» | 3:08       |

## Чарти і продажі
Пісня не взяла участі у чартах журналу Billboard. Станом на лютий 2010 було продано 92,000 копій.